# 미디어 플레이어

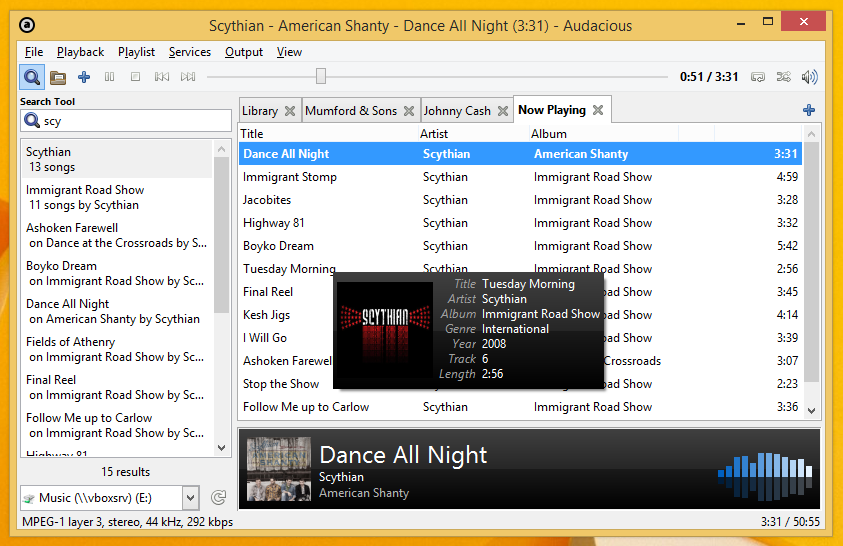

미디어 플레이어(영어: Media Player)는 멀티미디어 파일을 재생하는 컴퓨터 소프트웨어를 두루 일컫는 낱말이다. 대부분의 소프트웨어 미디어 플레이어들은 오디오 파일과 비디오 파일을 포함하는 미디어 포맷들을 지원한다.

## 소프트웨어
미디어 플레이어들의 목록은 아래와 같다.
| 소프트웨어 미디어 플레이어 | 소프트웨어 미디어 플레이어 | 소프트웨어 미디어 플레이어 | 소프트웨어 미디어 플레이어                                    | 소프트웨어 미디어 플레이어 |
| 이름                       | 오디오                     | 비디오                     | 운영 체제                                                     | 라이선스                   |
| -------------------------- | -------------------------- | -------------------------- | ------------------------------------------------------------- | -------------------------- |
| 다음 팟플레이어            | 지원                       | 지원                       | 윈도우                                                        | 자사(다음)                 |
| 곰플레이어                 | 지원                       | 지원                       | 윈도우                                                        | 자사(곰앤컴퍼니)           |
| 시리즈ON 플레이어          | 지원                       | 지원                       | 윈도우                                                        | 자사(NHN)                  |
| K-멀티미디어 플레이어      | 지원                       | 지원                       | 윈도우                                                        | GPL                        |
| 알쇼                       | 지원                       | 지원                       | 윈도우                                                        | 자사(이스트소프트)         |
| 알송                       | 지원                       | 지원 안함                  | 윈도우                                                        | 자사                       |
| 윈앰프                     | 지원                       | 지원                       | 윈도우                                                        | 자사                       |
| VLC 미디어 플레이어        | 지원                       | 지원                       | 리눅스/유닉스, 윈도우, 맥 오에스 텐, BeOS, BSD                | GPL                        |
| 푸바2000                   | 지원                       | 지원 안함                  | 윈도우                                                        | 자사                       |
| 아이튠즈                   | 지원                       | 지원                       | 맥 오에스 텐, 윈도우                                          | 자사                       |
| AIMP                       | 지원                       | 지원 안함                  | 윈도우 호환                                                   | 자사                       |
| XMPlay                     | 지원                       | 지원 안함                  | 윈도우                                                        | 자사                       |
| 미디어 플레이어 클래식     | 지원                       | 지원                       | 윈도우                                                        | GPL                        |
| MPlayer                    | 지원                       | 지원                       | POSIX 호환, 맥 오에스 텐, 윈도우, 아미가OS, MorphOS           | GPL                        |
| 퀵타임                     | 지원                       | 지원                       | 맥 오에스 텐, 윈도우                                          | 자사 (애플)                |
| 리얼플레이어               | 지원                       | 지원                       | 리눅스, 윈도우, 맥 오에스 텐, 윈도우 모바일, 팜 OS, 심비안 OS | 자사                       |
| 송버드                     | 지원                       | 지원 안함                  | 윈도우, Mac, 리눅스                                           | 자사                       |
| 윈도우 미디어 플레이어     | 지원                       | 지원                       | 윈도우, 맥 오에스 텐, 윈도우 모바일                           | 자사                       |
| WinDVD                     | 지원 안함                  | 지원                       | 윈도우                                                        | 자사 (InterVideo)          |
| 냅스터                     | 지원                       | 지원 안함                  | 윈도우                                                        | 자사                       |
| XMMS                       | 지원                       | 지원 안함                  | POSIX 호환                                                    | GPL                        |
| 앨범플레이어               | 지원                       | 지원 안함                  | 윈도우                                                        | 자사                       |
| Bearshare                  | 지원                       | 지원 안함                  | 윈도우                                                        | 자사                       |
| BS 플레이어                | 지원                       | 지원                       | 윈도우                                                        | 자사                       |
| cmus                       | 지원                       | 지원 안함                  | POSIX 호환                                                    | GPL                        |
| iMesh                      | 지원                       | 지원                       | 맥 오에스 텐, 윈도우                                          | 자사                       |
| J. River Media Center      | 지원                       | 지원                       | 윈도우                                                        | 자사                       |
| MediaMonkey                | 지원                       | 지원 안함                  | 윈도우                                                        | 자사                       |
| MusicMatch Jukebox         | 지원                       | 지원 안함                  | 윈도우                                                        | 자사                       |
| Narrowstep Player          | 지원                       | 지원                       | 모두                                                          | 자사                       |
| Oregan Media Browser       | 지원                       | 지원                       | 모두                                                          | 자사                       |
| 파워DVD                    | 지원 안함                  | 지원                       | 윈도우                                                        | 자사 (CyberLink)           |
| Snow Player                | 지원                       | 지원                       | 윈도우                                                        | 자사                       |
| Spider Player              | 지원                       | 지원 안함                  | 윈도우                                                        | 자사                       |
| XBMC (XBox Media Center)   | 지원                       | 지원                       | 엑스박스 게임 콘솔, 윈도우 (Win32에 부분 포팅)                | GPL / LGPL                 |
| xine                       | 지원                       | 지원                       | 리눅스, FreeBSD, 솔라리스, IRIX, 맥 오에스 텐                 | GPL                        |
| 야후 뮤직 쥬크박스         | 지원                       | 지원 안함                  | 윈도우                                                        | 자사                       |
| Zinf                       | 지원                       | 지원 안함                  | 리눅스, 윈도우                                                | GPL                        |
| 줌 플레이어                | 지원                       | 지원                       | 윈도우                                                        | 자사                       |

많은 미디어 플레이어들은 라이브러리를 사용한다. 이 라이브러리는 음악, 카탈로그를 장르별, 연도별, 순위별 등으로 분류할 수 있게 도와 준다. 윈앰프, 윈도우 미디어 플레이어, 아이튠스, 리얼플레이어 등이 좋은 예이다.